# Terrest tid
Terrest tid TT (från engelskans Terrestrial Time) är en astronomisk tidsskala som definieras på följande sätt:
TT = TAI + 32,184 sekunder
där TAI är den internationella atomtiden.
TT försöker vara kontinuerlig med den tidigare astronomiska tidsskalan ET samtidigt som den bygger på den moderna atomtiden.  Anledningen till att TT ligger 32,184 sekunder före TAI är att TAI definierades som lika med UT2 den 1 januari 1958 00:00:00 UT2 och då var ΔT = ET - UT2 lika med 32,18 sekunder.